# Pieve Albignola
Pieve Albignola (lombardul: Piev d'Albignö) település Olaszországban, Lombardia régióban, Pavia megyében. Lakosainak száma 819 fő (2023. január 1.). Pieve Albignola Dorno, Zinasco, Corana és Sannazzaro de’ Burgondi községekkel határos.

## Népesség
A település lakossága az elmúlt években az alábbi módon változott:
| Lakosok száma | 854  | 848  | 819  |
|               | 2017 | 2018 | 2023 |